# 궁화청역
궁화청역(중국어: 巩华城站)은 중화인민공화국 베이징시 창핑구 사허 지구 베이사허와 난사허 사이에 위치한 창핑선의 지하철역이다. 본 역은 2010년 12월 30일에 개통되었다.

## 개요
이 역은 베이징시 창핑구 사허 지구 내 사허 저수지 서쪽의 난사허과 베이사허가 만나는 반도 사이에 위치해 있으며 남북 방향으로 배치되어 있다.
역명은 서쪽에 있는 공화성(巩华城)의 이름을 따서 명명되었다.

## 역 구조
역은 섬식 승강장으로 설계된 고가역이다. 승강장 중앙에는 대합실로 연결되는 에스컬레이터가 2세트가 있다.

### 층별 구조
| 3층  | ←                               | ■ 창핑선 창핑시산커우 방면 (사허)  |
| 3층  | 섬식 승강장, 왼쪽 출입문이 열림 |                                    |
| 3층  | →                               | ■ 창핑선 지먼차오 방면 (주신좡)    |
| 2층  | ■ 창핑선 역 대합실              | 고객센터, 자동 발매기, 출입 게이트 |
| 지면 |                                 | 출입구                             |

## 사진

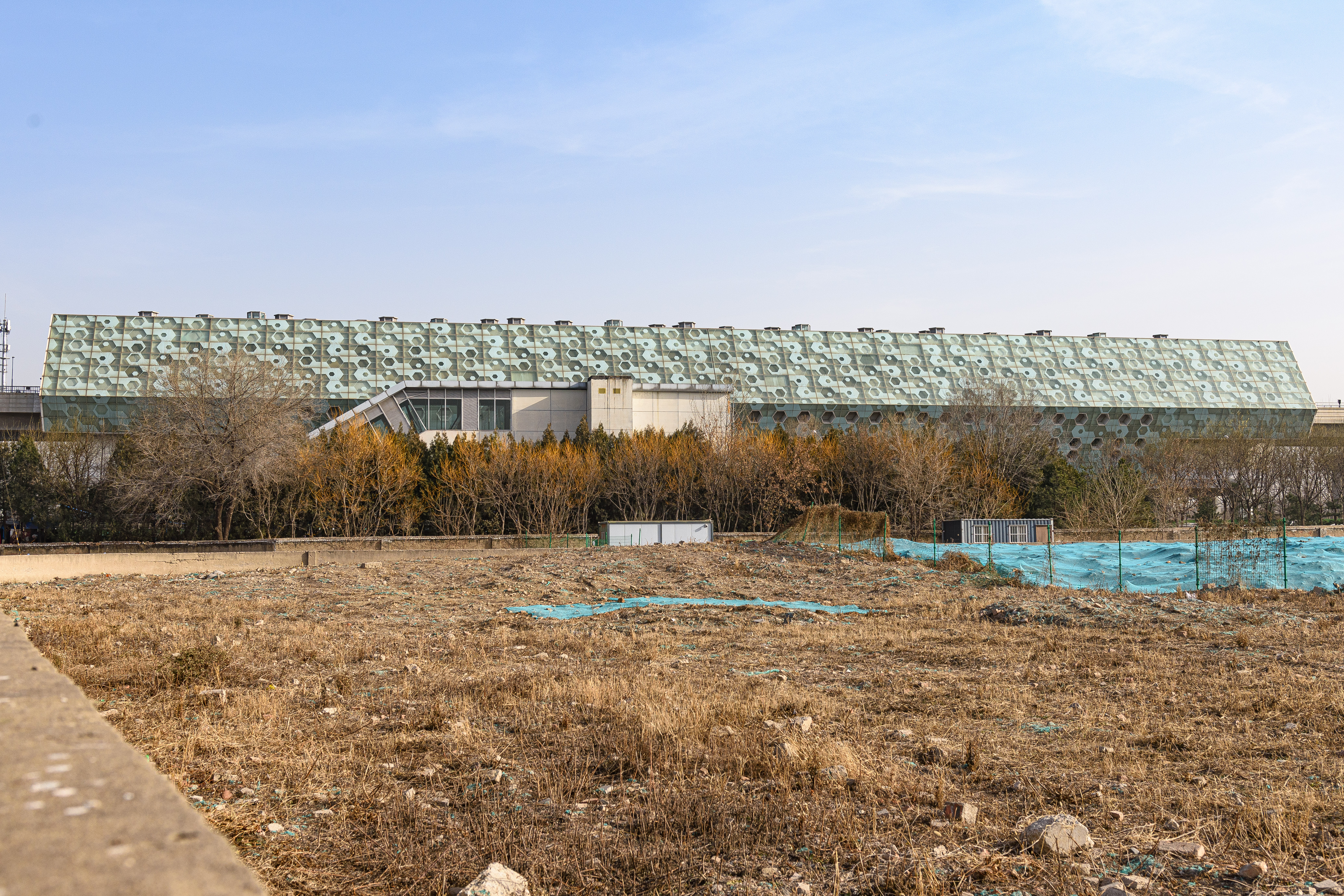
역 외관
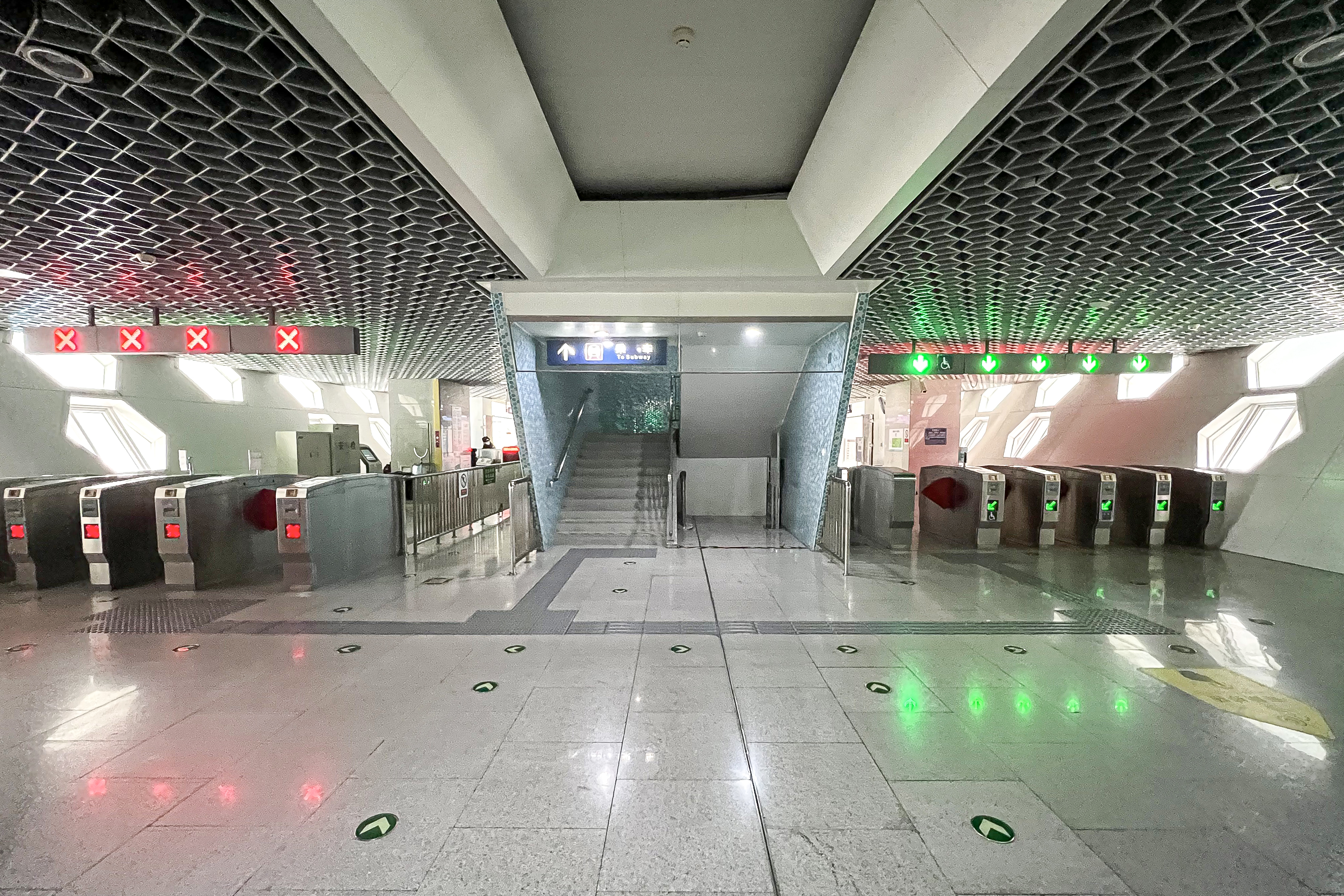
대합실

## 출입구
역에는 2개의 출입구가 있다. A입구는 서 대합실로 연결되고 B입구는 동 대합실로 연결된다. 각 출입구에는 직선형 엘리베이터(A1, B2)와 에스컬레이터(A2, B1)가 설치되어 있다.
|                         |      |                                             |      |             |
| 출구                    | 지시 | 출구 인근                                   | 사진 | 무장애 시설 |
| 出口 · A · 1            |      |                                             |      |             |
| 出口 · A · 2            |      |                                             |      | 빈칸        |
| 出口 · B · 1            |      | 창핑신청빈허 삼림공원(昌平新城滨河森林公园) |      | 빈칸        |
| 出口 · B · 2            |      | 창핑신청빈허 삼림공원(昌平新城滨河森林公园) |      |             |
| 아이콘 설명: 엘리베이터 |      |                                             |      |             |

## 역 주변
- 공화성 고건축(巩华城古建筑)
- 창핑신청빈허 삼림공원(昌平新城滨河森林公园)